# حضارة فأس المعركة
حضارة فأس المعركة، أو كما يطلق عليها حضارة فأس القارب، هي حضارة تعود للعصر النحاسي ازدهرت في المناطق الساحلية من جنوب شبه الجزيرة الإسكندنافية وجنوب غرب فنلندا، من نحو عام 2800 قبل الميلاد إلى 2300 قبل الميلاد.
كان حضارة فأس المعركة فرعًا من حضارة الخزف المحزم، أخذت محل حضارة القدور القمعية في جنوب إسكندنافيا، ربما من خلال عملية من الهجرة الجماعية والتبديل السكاني. يعتقد أن حضارة فأس المعركة مسؤولة عن نشر اللغات الهندية الأوروبية وغيرها من عناصر الثقافة الهندو-أوروبية في المنطقة. تعايشت لفترة من الزمن مع حضارة الخزف المنقر التي اعتمدت على الصيد وجمع الثمار، التي استوعبها في نهاية المطاف، لتتطور إلى العصر البرونزي الشمالي. اعتبر العصر البرونزي بدوره أيضًا سلفًا للشعب الجرماني.

## تاريخ

### الأصل
ظهرت حضارة فأس المعركة في جنوب شبه الجزيرة الإسكندنافية حوالي العام 2800 قبل الميلاد. كانت فرعًا من حضارة الخزف المحزم، والتي كانت في حد ذاتها جزءًا من حضارة يامنايا في سهوب بونتيك – قزوين. تظهر الدراسات الجينية الحديثة أن نشوء الحضارة كان مصحوبًا بهجرات واسعة النطاق وانزياح وراثي. استوعبت حضارة فأس المعركة في البداية حضارة القدور القمعية.

### الانتشار
تركزت حضارة فأس المعركة في سكونا، وعثر أيضًا على مواقع تعود لحضارة فأس المعركة في جميع المناطق الساحلية جنوب إسكندنافيا وجنوب غرب فنلندا. احتلت حضارة الخزف المنقر الخط الساحلي المباشر. بحلول سنة 2300 قبل الميلاد، استوعبت حضارة فأس المعركة حضارة الخزف المنقر.
يبدو أن حضارة فأس المعركة توسعت خلال فترة وجودها إلى سواحل النرويج، مصحوبة بتغيرات ثقافية مفاجئة. يفيد إينار أوستمو بوجود مواقع تعود لحضارة فأس المعركة ضمن الدائرة القطبية النرويجية لوفوتن، وإلى الشمال حتى مدينة ترومسو الحالية.

### الخلفاء
انتهت حضارة فأس المعركة حوالي العام 2300 قبل الميلاد. خلفها في النهاية العصر البرونزي الشمالي، والذي يبدو أنه اندماج بين عناصر من حضارة فأس المعركة وحضارة الخزف المنقر.

## السمات

### الدفن
عرفت حضارة فأس المعركة بمقابرها. تم العثور على نحو 250 مقبرة تعود لحضارة فأس المعركة في السويد. تختلف تلك المقابر تمامًا عن تلك التي وجدت لدى حضارة القبر الوحيد في الدنمارك.
في حضارة فأس المعركة، كان يوضع المتوفون عادة ضمن قبر مسطح دون رابية من التراب فوقه. كانت المقابر عادة موجهة من الشمال إلى الجنوب، والجسد في وضع مثني يواجه الشرق. وضع الرجال على جانبهم الأيسر، في حين وضعت النساء على جانبهن الأيمن. فيما يخص الأشياء ومواضعها، كانت الممتلكات في القبر منمطة إلى حد كبير. عثر على فؤوس من الصوان في كل من مقابر الذكور والإناث. كان توضع الفؤوس مع الرجال قرب الرأس. يبدو أن تلك الفؤوس كانت ترمز للمكانة، ومنها استمدت الحضارة اسمها. عثر على نحو 3000 فأس في مواقع متفرقة في كل الدول الإسكندنافية، ولكن وجودها كان قليلًا في كل من نورلاند وشمال النرويج.[بحاجة لمصدر] تدل فؤوس الصوان المشذبة على وجود أصل مشترك لحضارتي فأس القتال والخزف المنقر في جنوب غرب سكانيا والدنمارك. كان الخزف متاعًا شائعًا في قبور حضارة الخزف المحزم، وكان يوضع عادة بالقرب من الرأس أو القدمين. تضمت أمتعة القبور أيضًا رؤوس أسهم، وأسلحة مصنوعة من قرن الوعل، وحبات من العنبر، وفؤوسًا مشذبة من الصوان، وأزاميل. شملت البقايا الحيوانية التي عثر عليها في القبور الغزلان الحمر والأغنام والماعز.